# Конвективна зона

Будова Сонця

Зона конвекції — область зорі (зокрема — Сонця), в якій перенесення енергії з внутрішніх шарів до зовнішніх відбувається переважно шляхом активного перемішування речовини — конвекції.

## Розташування і будова
На Сонці вище зони конвекції розташована фотосфера, нижче — зона променистого перенесення. Наочним аналогом процесів, що відбуваються в конвективній зоні, є підігрів води в посудині. Полум'я нагріває нижні шари води, і вони в результаті теплового розширення витісняються вгору іншими, холодними і важчими шарами. Аналогічний процес відбувається і в Сонці, де джерелом енергії служить сонячне ядро з термоядерними реакціями в ньому.
Рух речовини в конвективній зоні відбувається не хаотично, а в вигляді стійких осередків циркуляції шестигранної форми — по осі осередку речовина піднімається, а на периферії — опускається. Крім того, по вертикалі конвекція розбивається на шари, товщина яких близька до товщині «однорідної атмосфери», де щільність змінюється в e = 2,7 рази. Тому розмір осередків змінюється в міру руху до поверхні. Біля основи конвективної зони утворюються велетенські осередки розміром близько половини радіусу зорі, в проміжних шарах їх розмір зменшується, а у верхньому шарі їх розмір становить кілька сотень км. На поверхні Сонця видно сліди всіх шарів осередків, у вигляді гранул і більших структур (супергрануляція).
Швидкість конвекції залежить від глибини. Біля основи конвективної зони вона мала (десятки м/c), під фотосферою вона досягає значень 1-2 км/с.

## Фізичні процеси в конвективній зоні
Рух речовини в конвективній зоні тісно пов'язаний з процесами іонізації і рекомбінації атомів водню і гелію, і багато в чому обумовлений ними.

## Конвективні зони зір різної маси

### Звичайна конвективна зона
Сонце, а також зорі головної послідовності, що мають середню масу і близький спектральний клас, мають конвективну зону, яка охоплює приблизно третину обсягу зорі. Коли гаряча плазма піднімається до верхньої межі конвективної зони, вона охолоджується за рахунок випромінювання енергії в фотосферу, остигає і занурюється вглиб, де нагрівається випромінюванням променистої зони, після чого цикл повторюється. Оскільки зона ядерних реакцій відділена від зони перемішування речовини зоною променевого переносу, то утворений там гелій практично не виноситься в поверхневі шари Сонця, а накопичується в ядрі.
Конвективна зона на Сонці і подібних зорях являє собою зону частково іонізованих водню і гелію. Конвективна зона простягається до глибини, де водень та гелій іонізовані повністю. Чим нижче температура зорі, тим товща її конвективна зона, у холодних червоних зір товщина такої зони сягає половини радіусу. У червоних гігантів зона конвекції простягається безпосередньо до ядра. У червоних карликів, що мають масу менше 0,26 маси Сонця, зона конвекції охоплює весь обсяг зорі. Повністю конвективними є також молоді зорі середньої маси (до трьох мас Сонця), які ще не завершили процес гравітаційного стиснення і перебувають на шляху до головної послідовності. 
Навпаки, у гарячіших зір спектрального класу А водень помітно іонізований уже на поверхні, на невеликій глибині іонізовані повністю і водень, і гелій, отже, товщина конвективної зони у таких зір мала.

### Ядерна конвективна зона
У масивних зір ранніх спектральних класів (A і B) синтез гелію здійснюється не у протон-протонному, а у вуглецево-азотному циклі. Швидкість цієї реакції дуже залежить від температури, а оскільки температура всередині ядра із наближенням до центру зорі зростає, то з наближенням до центру також значно зростає енерговиділення. Всередині ядра виникає великий температурний градієнт, який створює умови для формування ще однієї, внутрішньоядерної зони конвекції, яка лежить під зоною променевого переносу, і в якій відбувається активне перемішування маси речовини, що бере участь у ядерних реакціях. Це призводить до рівномірного вигорання водню у всьому ядрі, що істотно впливає на еволюцію таких зір.